# Comorella spectabilis
Genre
Espèce
Comorella spectabilis, unique représentant du genre Comorella, est une espèce d'araignées aranéomorphes de la famille des Linyphiidae.

## Distribution
Cette espèce est endémique de Mohéli aux Comores,.

## Publication originale
- Jocqué, 1985 : Linyphiidae (Araneae) from the Comoro Islands. Revue de Zoologie africaine, vol. 99, no 2, p. 197-230.